# Vagn Bangsborg
Vagn Aage Bangsborg (ur. 28 maja 1936 w Slagelse) – kolarz szosowy, srebrny medalista mistrzostw świata.

## Kariera
Pierwsze sukcesy w karierze Vagn Bangsborg osiągnął w 1962 roku, kiedy na mistrzostwach świata w Salò wspólnie z Ole Ritterem, Mogensem Tvillingiem i Ole Krøierem zdobył srebrny medal w drużynowej jeździe na czas. Był to jednak jedyny medal wywalczony przez niego na międzynarodowej imprezie tej rangi. Na tych samych mistrzostwach zajął 49. miejsce w wyścigu ze startu wspólnego. W tej samej konkurencji zajął też 35. miejsce na rozgrywanych dwa lata wcześniej mistrzostwach świata w Karl-Marx-Stadt. W 1960 roku wystąpił w drużynowej jeździe na igrzyskach olimpijskich w Rzymie, ale Duńczycy nie ukończyli rywalizacji. Ponadto w 1957 roku wygrał duński Stjerneløbet, dwa lata później był najlepszy w szwedzkim Sex-Dagars, a w 1960 roku był czwarty w Wyścigu Pokoju. Czterokrotnie zdobywał medale mistrzostw krajów nordyckich, w tym dwa złote.